# Atule
Atule is een monotypisch geslacht van straalvinnige vissen uit de familie van horsmakrelen (Carangidae). Het geslacht is voor het eerst wetenschappelijk beschreven in 1922 door Jordan.

## Soort
- Atule mate (Cuvier, 1833)